# Patte d'ours
De Patte d'ours is een Franse kaas afkomstig uit de Béarn, uit het departement Pyrénées-Atlantiques.
De kaas wordt gemaakt van een mengsel van koemelk en schapenmelk. Het is een geperste, halfharde kaas met een natuurlijke korst, de kaasmassa is wit, niet echt hard, enigszins kleverig.
De combinatie van de twee soorten melk geeft de kaas een eigen karakter, de meer geprononceerde, licht zure smaak van de schapenmelk wordt verzacht door de koemelk. Dit maakt de kaas de moeite van het proberen meer dan waard.